# Gail Collins
Gail Collins (New York, 2 februari 1941 – Ajijic, 6 december 2013), was een Amerikaanse songwriter en kunstenaar.
Collins was de echtgenote van Felix Pappalardi. Ze heeft bijgedragen aan de teksten van veel nummers van de band Mountain en samen met Pappalardi schreef zij Creams World of Pain en Strange Brew (met Eric Clapton).
Onder de naam Gail Collins heeft zij de albumillustraties gemaakt voor  Climbing!, Nantucket Sleighride, Flowers of Evil, Mountain Live: The Road Goes Ever On, Twin Peaks en Avalanche.
Op 17 april 1983 werd Felix Pappalardi in zijn appartement met een schot in zijn nek gedood. Gail Collins Pappalardi bekende verantwoordelijk te zijn voor zijn dood, maar verklaarde dat het een ongeluk was. Zij werd veroordeeld tot 16 maanden gevangenschap voor het doden van haar echtgenoot maar in april 1985 werd Collins Pappalardi voorwaardelijk vrijgelaten. Hierop vluchtte zij naar Ajijic in Mexico. Gail Collins Pappalardi zou hier tot haar dood in 2013 een teruggetrokken leven leiden. 
- International Standard Name Identifier: 0000 0003 7272 2216
- MusicBrainz: e5c086ba-12ab-44dc-89a2-3c1d5110b19a
- Nationale Bibliotheek van Tsjechië: xx0097917
- Virtual International Authority File: 90617887